# Miriam Gallardo
Miriam Gallardo (2 de mayo de 1968) es una exjugadora de voleibol de Perú. Fue internacional con la Selección femenina de voleibol de Perú. Compitió en los Juegos Olímpicos de Los Ángeles 1984 y Seúl 1988, en la que Perú ganó la medalla de plata. Ganó el bronce en el Campeonato Mundial de Voleibol Femenino de 1986 disputado en Praga.